# El Simó Gros
El Simó Gros és una masia de l'Esquirol (Osona) inclosa a l'Inventari del Patrimoni Arquitectònic de Catalunya.

## Descripció
Masia de planta rectangular irregular (13 x 10 m), coberta a dues vessants i amb el carener paral·lel a la façana situada a migdia. Consta de planta baixa i pis. La façana principal presenta un cos de corts adossat deixant un petit espai al sector Oest pel portal, el qual té emmarcament de gres i llinda de roure (presenta també una rajola indicant "Cuartel Ote."). Al primer pis presenta dues petites finestres emmarcades amb gres picat. El cos de corts (8 x 5 m), cobert a dues vessants i amb el carener perpendicular a la façana situada a migdia, presenta un portal gran amb llinda de roure i una petita finestra. La façana Oest presenta un portal rectangular amb emmarcaments de gres i llinda de roure i dues finestres a la planta baixa. En el cos adossat al sector Nord presenta un portal rectangular i una finestra a la planta baixa i dues al primer pis. Al sector Nord, i de biaix, presenta un cos de corts de totxo (7 x 3), cobert a una sola vessant, amb un portal central i dues finestres de Portland laterals. La façana Nord és cega i la Est present un cos adossat de planta baixa i un pis amb forma d'escaire i dues finestres al primer pis.

## Història
Masia modesta documentada al segle xii que conté al seu interior un arc i una finestra, visible des de l'exterior, de l'ermita romànica de Sant Hilari, del 1124. Hi ha documents que citen aquesta masia (Simon Gros) com a Masia de Sant Ylari. Per tant, el Simon actual està bastit sobre les ruïnes d'aquesta antiga masia.
Apareix en el "Nomenclator de la Provincia de Barcelona. Partido Judicial de Vich. 1860" com a casa de pagès.